# Werner Brenner
Werner Brenner (* 25. September 1951) ist ein österreichischer Lehrer und Politiker (SPÖ). Brenner war von 2005 bis 2010 Abgeordneter zum  Burgenländischen Landtag.

## Leben
Werner Brenner besuchte die Volks- und Hauptschule sowie die Berufsschule. Danach absolvierte Brenner die Berufspädagogische Akademie. Er ist von Beruf HTL-Lehrer.

## Politik
Brenner ist seit 1987 Gemeinderat in der Marktgemeinde Lockenhaus und wurde 1997 zum Ortsvorsteher der Marktgemeinde Lockenhaus gewählt. Ab 1997 war er Bürgermeister der Großgemeinde Lockenhaus. Brenner hat zudem die Funktion eines Vorstandsmitglieds im sozialdemokratischen Gemeindevertreterverband inne. Er vertrat die SPÖ ab dem 25. Oktober 2005 im burgenländischen Landtag und war in der XIX. Gesetzgebungsperiode Mitglied im Agrarausschuss und im Rechtsausschuss. Brenner war zudem SPÖ-Bereichssprecher für Verkehr sowie Verkehrssicherheit - Infrastruktur. Nachdem Brenner bei der Landtagswahl im Burgenland 2010 nur auf Platz 4 des SPÖ-Kreiswahlvorschlags für den Landtagswahlkreis Oberpullendorf gereiht worden war, schied er per 24. Juni 2010 aus dem Landtag aus. Er kündigte in der Folge an, wieder in seinen Beruf als Lehrer zurückzukehren und sich verstärkt seinem Amt als Bürgermeister zu widmen. 2012 folgte ihm Christian Vlasich als Bürgermeister von Lockenhaus nach.